# Holochelus nonveilleri
Holochelus nonveilleri är en skalbaggsart som beskrevs av Nikolajev och Kabakov 1980. Holochelus nonveilleri ingår i släktet Holochelus och familjen Melolonthidae. Inga underarter finns listade i Catalogue of Life.